# Oliver Marach
Oliver Marach, né le 16 juillet 1980 à Graz, est un joueur de tennis autrichien, professionnel de 1998 à 2021.

## Carrière
Spécialiste du double depuis 2008, il a remporté 23 titres ATP et atteint 30 autres finales.
Son meilleur résultat en Grand Chelem est une victoire à l'Open d'Australie 2018 avec Mate Pavić. Il a aussi atteint la finale à Wimbledon et Roland-Garros avec le même partenaire.
En simple, il a fait partie du top 100 en 2006 et a disputé les quatre tournois du Grand Chelem. Il s'incline au premier tour de l'Open d'Australie contre Dominik Hrbatý après avoir mené deux sets à zéro. Sur le circuit ATP, il est quart de finaliste à Stuttgart où il bat Richard Gasquet et à Sopot où il écarte Gastón Gaudio. Il a en outre remporté 5 tournois Challenger à Buenos Aires en 2005, Sassuolo et Manerbio en 2006, Rome en 2007 et Rimini en 2008. En double, il s'est imposé à 20 reprises.
Il joue en Coupe Davis avec l'équipe d'Autriche et a notamment disputé le quart de finale en 2012 face à l'Espagne.

## Palmarès

### En double messieurs
| 23 titres en double | 1 G. Chelem | 1 G. Chelem | 1 G. Chelem | 1 G. Chelem | 0 Masters | 0 Masters | 0 Masters   | 0 Masters   | 0 Masters 1000 | 0 Masters 1000 | 0 Masters 1000 | 0 Masters 1000 | 4 ATP 500           | 4 ATP 500           | 4 ATP 500           | 4 ATP 500           | 18 ATP 250          | 18 ATP 250          | 18 ATP 250     | 18 ATP 250     | 0 JO           | 0 JO           | 0 JO           | 0 JO           |
| 23 titres en double | 9 sur dur   | 9 sur dur   | 9 sur dur   | 9 sur dur   | 9 sur dur | 9 sur dur | 0 sur gazon | 0 sur gazon | 0 sur gazon    | 0 sur gazon    | 0 sur gazon    | 0 sur gazon    | 14 sur terre battue | 14 sur terre battue | 14 sur terre battue | 14 sur terre battue | 14 sur terre battue | 14 sur terre battue | 0 sur moquette | 0 sur moquette | 0 sur moquette | 0 sur moquette | 0 sur moquette | 0 sur moquette |

## Parcours dans les tournois duGrand Chelem

### En simple
| Année | Open d'Australie | Open d'Australie | Internationaux de France | Internationaux de France | Wimbledon       | Wimbledon  | US Open         | US Open          |
| ----- | ---------------- | ---------------- | ------------------------ | ------------------------ | --------------- | ---------- | --------------- | ---------------- |
| 2002  | —                | —                | 1er tour (1/64)          | Flavio Saretta           | —               | —          | —               | —                |
|       |                  |                  |                          |                          |                 |            |                 |                  |
| 2005  | 1er tour (1/64)  | J.-R. Lisnard    | —                        | —                        | —               | —          | —               | —                |
| 2006  | 1er tour (1/64)  | Dominik Hrbatý   | 1er tour (1/64)          | P. Kohlschreiber         | 1er tour (1/64) | Jimmy Wang | 1er tour (1/64) | Justin Gimelstob |

N.B. : à droite du résultat se trouve le nom de l'ultime adversaire.

### En double messieurs
| Année | Open d'Australie             | Open d'Australie          | Internationaux de France        | Internationaux de France    | Wimbledon                      | Wimbledon                      | US Open                      | US Open                       |
| ----- | ---------------------------- | ------------------------- | ------------------------------- | --------------------------- | ------------------------------ | ------------------------------ | ---------------------------- | ----------------------------- |
| 2006  | 1er tour (1/32) D. Bracciali | M. Bhupathi W. Moodie     | 2e tour (1/16) Cyril Suk        | Lukáš Dlouhý Pavel Vízner   | 2e tour (1/16) L. Burgsmüller  | L. Dlouhý Pavel Vízner         | 1er tour (1/32) Cyril Suk    | Y. Allegro D. Bracciali       |
| 2007  | 1/8 de finale Łukasz Kubot   | Paul Hanley K. Ullyett    | 1/8 de finale Łukasz Kubot      | Bob Bryan Mike Bryan        | —                              | —                              | —                            | —                             |
| 2008  | 1er tour (1/32) M. García    | J. Benneteau N. Mahut     | —                               | —                           | 1er tour (1/32) M. Mertiňák    | T. Johansson J. Melzer         | —                            | —                             |
| 2009  | 1/2 finale Łukasz Kubot      | M. Bhupathi M. Knowles    | 2e tour (1/16) Łukasz Kubot     | M. Kohlmann A. Waske        | 1/4 de finale Łukasz Kubot     | D. Nestor N. Zimonjić          | 1er tour (1/32) Łukasz Kubot | Leoš Friedl J. Levinský       |
| 2010  | 1/8 de finale Łukasz Kubot   | Ivo Karlović Dušan Vemić  | 1/4 de finale Łukasz Kubot      | D. Nestor N. Zimonjić       | 1er tour (1/32) Łukasz Kubot   | L. Mayer H. Zeballos           | 1/4 de finale Łukasz Kubot   | E. Schwank H. Zeballos        |
| 2011  | 1/4 de finale Łukasz Kubot   | Eric Butorac J.-J. Rojer  | 1er tour (1/32) Łukasz Kubot    | Scott Lipsky Rajeev Ram     | —                              | —                              | —                            | —                             |
| 2012  | 1er tour (1/32) A. Peya      | V. Hănescu O. Rochus      | 1/4 de finale H. Zeballos       | Bob Bryan Mike Bryan        | 2e tour (1/16) D. Brown        | Scott Lipsky Rajeev Ram        | —                            | —                             |
| 2013  | 1er tour (1/32) H. Zeballos  | Bob Bryan Mike Bryan      | 1/8 de finale C. Kas            | Bob Bryan Mike Bryan        | —                              | —                              | 2e tour (1/16) C. Kas        | A. Peya Bruno Soares          |
| 2014  | 2e tour (1/16) F. Mergea     | P. Carreño G. García      | 2e tour (1/16) J. Chardy        | Łukasz Kubot R. Lindstedt   | 1er tour (1/32) B. Becker      | J. Levinský Jiří Veselý        | 1er tour (1/32) S. González  | M. Emmrich Lukáš Rosol        |
| 2015  | 1/8 de finale M. Venus       | S. Bolelli F. Fognini     | 2e tour (1/16) P. Andújar       | Ivan Dodig M. Melo          | 1er tour (1/32) P. Andújar     | Raven Klaasen Rajeev Ram       | 1er tour (1/32) A. Begemann  | J.-J. Rojer Horia Tecău       |
| 2016  | 2e tour (1/16) F. Martin     | J. S. Cabal Robert Farah  | 2e tour (1/16) F. Martin        | Bob Bryan Mike Bryan        | 1/8 de finale F. Martin        | T. C. Huey Max Mirnyi          | 2e tour (1/16) F. Martin     | P. Carreño G. García          |
| 2017  | —                            | —                         | 2e tour (1/16) Mate Pavić       | Purav Raja Divij Sharan     | Finale Mate Pavić              | Łukasz Kubot M. Melo           | 1/8 de finale Mate Pavić     | Bob Bryan Mike Bryan          |
| 2018  | Victoire Mate Pavić          | J. S. Cabal Robert Farah  | Finale Mate Pavić               | P.-H. Herbert Nicolas Mahut | 1er tour (1/32) Mate Pavić     | F. Delbonis M. Á. Reyes-Varela | 1er tour (1/32) Mate Pavić   | L. Mayer João Sousa           |
| 2019  | 2e tour (1/16) Mate Pavić    | M. González Nicolás Jarry | 1/8 de finale Mate Pavić        | K. Krawietz Andreas Mies    | 2e tour (1/16) J. Melzer       | Roman Jebavý Philipp Oswald    | 1/4 de finale J. Melzer      | M. Granollers H. Zeballos     |
| 2020  | 2e tour (1/16) R. Klaasen    | Andrés Molteni Hugo Nys   | 1er tour (1/32) R. Klaasen      | B. Bonzi A. Hoang           | Annulé                         | Annulé                         | 1er tour (1/16) R. Klaasen   | Marcus Daniell Philipp Oswald |
| 2021  | 1er tour (1/32) R. Haase     | M. Kecmanović Casper Ruud | 2e tour (1/16) A.-U.-H. Qureshi | Jamie Murray Bruno Soares   | 1/8 de finale A.-U.-H. Qureshi | M. Granollers H. Zeballos      | 1er tour (1/32) P. Oswald    | J. Erlich Lloyd Harris        |

N.B. : le nom du partenaire se trouve sous le résultat ; le nom des ultimes adversaires se trouve à droite.

### En double mixte
| Année | Open d'Australie              | Open d'Australie             | Internationaux de France     | Internationaux de France     | Wimbledon                    | Wimbledon                       | US Open                         | US Open                      |
| ----- | ----------------------------- | ---------------------------- | ---------------------------- | ---------------------------- | ---------------------------- | ------------------------------- | ------------------------------- | ---------------------------- |
| 2009  | —                             | —                            | —                            | —                            | —                            | —                               | 1er tour (1/16) J. Husárová     | Iveta Benešová Lukáš Dlouhý  |
| 2010  | —                             | —                            | —                            | —                            | 2e tour (1/16) N. Llagostera | Y. Shvedova Julian Knowle       | 1er tour (1/16) T. Bacsinszky   | O. Govortsova M. Matkowski   |
| 2011  | 2e tour (1/8) B. Z. Strýcová  | Chuang C-j. Dick Norman      | 1er tour L. Raymond          | E. Makarova Bruno Soares     | —                            | —                               | 2e tour (1/8) N. Llagostera     | Gisela Dulko E. Schwank      |
| 2012  | 1er tour (1/16) N. Llagostera | I. Benešová Jürgen Melzer    | 1/4 de finale N. Llagostera  | G. Voskoboeva D. Bracciali   | —                            | —                               | —                               | —                            |
|       |                               |                              |                              |                              |                              |                                 |                                 |                              |
| 2014  | —                             | —                            | 1er tour (1/16) J. Husárová  | Tímea Babos Eric Butorac     | 2e tour (1/16) K. Plíšková   | Vera Dushevina A.-U.-H. Qureshi | —                               | —                            |
| 2015  | —                             | —                            | —                            | —                            | 3e tour (1/8) Olga Savchuk   | Tímea Babos Alexander Peya      | —                               | —                            |
| 2016  | —                             | —                            | —                            | —                            | 1/2 finale J. Ostapenko      | Heather Watson Henri Kontinen   | 1er tour (1/16) J. Ostapenko    | B. Krejčíková M. Draganja    |
| 2017  | —                             | —                            | —                            | —                            | —                            | —                               | 1/2 finale An. Rodionova        | Chan Hao-ching Michael Venus |
| 2018  | —                             | —                            | 1/8 de finale Xu Yifan       | A. Spears J. S. Cabal        | —                            | —                               | 1/4 de finale N. Melichar       | Zhang Shuai John Peers       |
| 2019  | 1er tour (1/16) M. Buzărnescu | B. Mattek-Sands Jamie Murray | 1/4 de finale Chan Hao-ching | N. Kichenok A.-U.-H. Qureshi | —                            | —                               | 1er tour (1/16) A.-L. Grönefeld | Raquel Atawo Fabrice Martin  |

N.B. : le nom de la partenaire se trouve sous le résultat ; le nom des ultimes adversaires se trouve à droite.

## Participation auMasters

### En double
| Année | Ville              | Surface    | Partenaire | Résultats | Résultat final                 |
| ----- | ------------------ | ---------- | ---------- | --------- | ------------------------------ |
| 2017  | Londres (O2 Arena) | Dur indoor | Mate Pavić | 1v, 0d    | Éliminé en poules (remplaçant) |
| 2018  | Londres (O2 Arena) | Dur indoor | Mate Pavić | 1v, 2d    | Éliminé en poules              |

## Classements ATP en fin de saison
| Année          | 2000 | 2001 | 2002 | 2003 | 2004 | 2005 | 2006 | 2007 | 2008 | 2009 | 2010 | 2011 | 2012 | 2013 | 2014 | 2015 | 2016 | 2017 | 2018 | 2019 | 2020 | 2021 |
| Rang en simple | 348  | 194  | 329  | 261  | 198  | 133  | 111  | 147  | 480  | 657  | 823  | –    | –    | 1148 | 1182 | –    | –    | –    | –    | –    | –    | –    |
| Rang en double | 261  | 253  | 163  | 453  | 206  | 160  | 40   | 48   | 76   | 13   | 11   | 17   | 48   | 38   | 67   | 48   | 33   | 19   | 3    | 32   | 29   | 45   |

Source : (en) Classements de Oliver Marach sur le site officiel de la Fédération internationale de tennis